# Карликовая белокровка
Карликовая белокровка (лат. Channichthys irinae) — морская субантарктическая придонно-пелагическая рыба из семейства белокровковых (Channichthyidae) отряда окунеобразных. Новый вид белокровной рыбы был найден в 1990 году во время экспедиции ЮгНИРО на научно-исследовательском судне «Профессор Месяцев» в район островов Кергелен. Описана как новый для науки вид в 1995 году украинским ихтиологом Г. А. Шандиковым. Научное название вида происходит от латинизированного русского имени Ирина. Вид был назван в честь сестры автора. Русское название вида (как и английское «pygmy icefish») обусловлено самым маленьким размером этой рыбы среди всех других видов рода и всего семейства белокровковых.
C. irinae — маленького размера прибрежная рыба общей длиной не более 26 см. Является эндемиком вод Индийского океана, омывающих острова архипелага Кергелен. Возможно, также встречается у островов Хёрд и Макдональдс, а также на серии подводных поднятий — гайотов (банок), расположенных в Индоокеанском секторе Субантарктики в районе подводного хребта Кергелен. Согласно схеме зоогеографического районирования по донным рыбам, предложенной А. П. Андрияшевым и А. В. Нееловым, указанный выше район находится в границах зоогеографического округа Кергелен-Хёрд Индоокеанской провинции Антарктической области. Кроме C. irina род носорогих белокровок (Channichthys) включает еще 8 эндемичных для Кергелена видов белокровковых рыб.
Как и у других носорогих белокровок у C. irinae имеется хорошо развитый ростральный шип («рог») в передней части рыла. Для неё, как и для всех прочих белокровковых рыб, также характерно отсутствие чешуи на теле (кроме боковых линий) и обладание уникальным явлением среди всех позвоночных, свойственным только 25 видам рыб этого семейства, — наличием «белой» крови, представляющей собой слегка желтоватую плазму, лишенную эритроцитов и гемоглобина. Подобное явление объясняется адаптацией предковых форм белокровковых рыб к суровым условиям Антарктики и, соответственно, к снижению температуры воды в Южном океане до отрицательных значений, близких к точке замерзания (–1,9 °C).
Карликовая белокровка может встречаться в качестве прилова при промысле в районе островов Кергелен щуковидной белокровки Chamsocephalus gunnari Lönnberg, 1905, больше известной под коммерческим названием «ледяная рыба».

## Характеристика карликовой белокровки
От прочих видов рода Channichthys отличается следующим комплексом признаков. В первом спинном плавнике 5–8, чаще 6—7 гибких колючих лучей, из которых первые 3 луча наибольшие; во втором спинном плавнике 32—35 лучей; в анальном плавнике 29—32 луча; в грудном плавнике 19—21 луч; в дорсальной (верхней) боковой линии 64—80 трубчатых костных членика (чешуй), в задней части медиальной (срединной) боковой линии 3—18 трубчатых костных члеников (чешуй), в передней части округлые костные бляшки чаще отсутствуют, а если имеются (числом до 15), то мелкие, мягкие и полупрозрачные; в нижней части жаберной дуги 2 ряда тычинок: общее число тычинок 20—30, из них 10—17 во внешнем ряду и 6—14 — во внутреннем; позвонков 54—56, из них 22—24 туловищных и 32—33 хвостовых.
Первый спинной плавник очень высокий, его высота содержится 2,9—3,6 раза в стандартной длине рыбы, более или менее треугольный по форме (не трапециевидный), с очень низкой плавниковой складкой, достигающей по высоте уровня не выше 3/4 длины наибольших колючих лучей. Первый и второй спинные плавники всегда разделены широким междорсальным промежутком. Межглазничное пространство очень узкое (11–12 % длины головы), вогнутое, в 1,5—2 раза меньше диаметра орбиты. Глаз очень большой, диаметр орбиты составляет 21—25 % длины головы или 46—56 % длины рыла. Внешние края лобных костей заметно подняты над орбитой. Рыло относительно короткое, всегда меньше половины длины головы и содержится в ней 2,1—2,3 раза. Задний край челюстной кости простирается назад до вертикали, проходящей через переднюю пятую часть или треть орбиты.
Грануляция (туберкуляция) на теле очень слабая и если имеется на верху головы и на колючих лучах первого спинного плавника, то представлена мелкими сглаженными костными гранулами; отсутствует на верхней челюсти и на передней половине нижней челюсти, на лучах брюшного плавника и жаберной перепонки.
Общая окраска туловища и верха головы у живых и фиксированных в формалине рыб светло-серая. У некоторых живых рыб общая окраска имеет зеленоватый оттенок. Низ туловища и головы, а также узкие участки тела, прилегающие с обеих сторон к основанию анального плавника, белые. В окраске отмечен половой диморфизм, обусловленный, по-видимому, брачным нарядом самцов. У нерестовых самцов на боках туловища имеются 3—4 черноватые поперечные полосы, обычно сливающиеся ниже медиальной линии с широкой продольной чёрной полосой, тянущейся вдоль всего тела. У самок окраска более пёстрая и менее контрастная, без тёмной продольной полосы на боках туловища: вертикальные полосы, если имеются, то едва заметны на общем фоне многочисленных, сливающихся между собой коричневатых пятен. Лучи и плавниковая складка первого спинного плавника тёмные, черноватые. В грудном, втором спинном и хвостовом плавниках лучи тёмно-серые или черноватые, в хвостовом плавнике всегда более тёмные, почти чёрные; плавниковые складки светлые, прозрачные. Анальный плавник белый. Брюшные плавники сверху темные, светлеющие к краям; снизу лучи светлые, беловатые, плавниковая складка тёмная. 

## Распространение и батиметрическое распределение
Известный ареал вида охватывает прибрежные морские воды, окружающие острова Кергелен (эндемик). Относительно мелководный вид, отмеченный в уловах 4 донных тралов в 1990 году на глубинах 165—310 м.

## Размеры
Относится к группе мелких видов рода Channichthys. Наиболее крупные самки достигают 254 мм общей длины и 224 мм стандартной длины, самцы — 259 мм общей длины и 232 мм стандартной длины.

## Образ жизни
Судя по особенностям внешней морфологии — пелагизированной форме тела и пелагической окраске, ведет придонно-пелагический образ жизни. Большое количество хорошо развитых, плотно покрытых зубчиками тычинок, расположенных в 2 ряда на нижней части первой жаберной дуги свидетельствует о том, что этот вид в питании специализируется на зоопланктофагии. В желудках рыб отмечены мелкие эвфаузиевые  рачки Thysanoessa macrura.
Половозрелость у самок (переход гонад в продвинутую III и IV стадии) наступает при достижении рыбами общей длины 24—25 см (стандартная длина 21—22 см). Самцы созревают при несколько меньших размерах: нерестовые особи, пойманные в июле-августе 1990 года, имели общую длину  более 23 см (стандартная длина 20—21 см). Нерест происходит зимой (южного полушария) — в июле—августе.